# FC Gagra
Gagra (gruz. სკ გაგრა) – gruziński klub piłkarski.

## Historia
Klub został założony w 2004 jako FC Gagra w Tbilisi.
Tbiliski klub w sezonie 2004/05 występował w Regionuli Liga i zdobył awans do Pirveli Liga. W sezonach 2005/06, 2006/07 i 2007/08 zajmował wysokie miejsca, ale w barażach o najwyższą klasę nie potrafił pokonać przeciwnika. W sezonie 2008/09 startował jednak w Umaglesi Liga, tak jak przeciwnik z barażu Magaroeli Cziatura odmówił występów w niej. W sezonie 2009/10 zajął ostatnie 10. miejsce i spadł do Pirveli Liga.

## Sukcesy
- Mistrzostwo Gruzji:

9. miejsce: 2008/09
- Puchar Gruzji:

Zdobywca: 2010/11, 2020

## Europejskie puchary
Legenda do wszystkich tabel:
- Q – runda eliminacyjna, 1/16, 1/8, 1/4, 1/2 – odpowiednia faza rozgrywek, Grupa – runda grupowa, 1r gr – pierwsza runda grupowa, 2r gr – druga runda grupowa, F – finał, R – runda, PO – play-off
- k. – rzuty karne, los. – losowanie, Dogr. – dogrywka, w. – zasada bramek strzelonych na wyjeździe

| Sezon   | Rozgrywki               | Runda | Klub                 | Dom | Wyjazd | Ogólnie |
| ------- | ----------------------- | ----- | -------------------- | --- | ------ | ------- |
| 2011/12 | Liga Europy             | 2Q    | Anorthosis Famagusta | 2–0 | 0–3    | 2–3     |
| 2021/22 | Liga Konferencji Europy | 1Q    | Sutjeska Nikšić      | 1–1 | 0–1    | 1–2     |